# Florent Martin
Pour les articles homonymes, voir Martin et Martin (nom de famille).
Ne doit pas être confondu avec le footballeur Florian Martin.
Florent Martin, né le 22 septembre 1987 à Paris, est un sommelier français. En 2021, il obtient, fin mai, le titre de meilleur sommelier de France pour l'édition 2020 et rejoint, en juin, l'hôtel 5 étoiles The Peninsula de Paris en tant que chef sommelier. L'année suivante, il devient meilleur ouvrier de France dans sa spécialité.

## Biographie

### Origine et formation
Né à Paris en 1987 dans une famille de boulangers, Florent Martin grandit à Melun (Seine-et-Marne) pendant une dizaine d'années, puis avec sa mère, d'origine corse, et son frère, ils partent s'installer sur l'île de Beauté. C’est au lycée professionnel Finosello d’Ajaccio, qu’il acquiert les bases de son métier en commençant par y obtenir un BEP « Production de services ». Au cours de ses études, il remporte brillamment en 2004 la coupe Georges Baptiste à l’échelle nationale, puis en 2005 il s'illustre à nouveau en remportant le titre au niveau européen,. Il obtient l'année suivante un Bac Pro « Restauration » (approfondissement « service et commercialisation ») avec à la clé une mention « Très Bien » et un premier prix au concours général dans sa spécialité.

### Carrière
Florent Martin fait ses premiers pas au restaurant du Grand Hôtel Cala Rossa près de Porto-Vecchio avec Patrick Fioramonti, directeur de la restauration et chef sommelier de l'établissement. Des stages hors de la Corse lui permettent d'acquérir une solide formation et d'effectuer ses premiers contacts avec la gastronomie étoilée tels qu'à Monaco au Louis XV ou en Alsace, à L’Auberge de l’Ill, aux côtés de Serge Dubs, meilleur sommelier du monde.
À 18 ans, il part à Londres et rejoint l'hôtel Claridge's pour une année auprès du chef Gordon Ramsay, deux étoiles au guide Michelin. Il retrouve ensuite pendant deux ans la principauté monégasque avec un poste de premier commis sommelier au restaurant Le Louis XV (en) d'Alain Ducasse au sein de l’Hôtel de Paris Monte-Carlo.

En juin 2021, il prend de nouvelles responsabilités en accédant au poste de chef sommelier du palace parisien The Peninsula où il est associé au chef étoilé David Bizet.

### Concours de sommellerie
En 2021, il connait la consécration en remportant le 31 mai à Paris le 31e concours du meilleur sommelier de France,,. Il participe à nouveau en 2021 au concours de meilleur ouvrier de France et décroche enfin ce titre en 2022.

## Palmarès
- 2004 : vainqueur de la coupe Georges Baptiste nationale en catégorie élève[9],[10].
- 2005 : vainqueur de la coupe Georges Baptiste européenne en catégorie élève[3].

## Distinction
- Chevalier de l'ordre du Mérite agricole (1er juillet 2024)

## Filmographie
- 2020 : Sensations (documentaire de 33 minutes) de Florent Martin et Florent Aceto pour l'Union de la Sommellerie Française[11],[12].

#### Presse
- Frédérique Hermine, « [Sommeliers Dating] La cave, c’est palace ! », sur Terre de Vins, 14 mai 2018.

#### Vidéos
- « « L’amour, le vin et la médaille » : suivez Florent Martin dans sa préparation au concours de meilleur sommelier de France », sur Bourgogne Live!, 22 octobre 2012.
- [vidéo] « Sacré Meilleur sommelier de France : les confidences de Florent Martin » sur La chaines des sommeliers par Bulles gourmandes, 6 mai 2021, 9 min.
- [vidéo] « Meilleur sommelier de France : 4 questions à Florent Martin » sur La chaines des sommeliers par Bulles gourmandes, 1er mai 2021, 4 min.
- [vidéo] « Meilleur sommelier de France 2016 : Florent Martin parle métier et titre » sur La chaines des sommeliers par Bulles gourmandes, 4 novembre 2016, 2 min.